# Белая роза (фильм, 1916)
«Белая роза» («Минута греха», «Чудо любви, чудовище ревности») (1916) — салонная мелодрама на сюжет романа С. Пшибышевского «Панна Юлия». Премьера состоялась 1 ноября 1916 года. Фильм не сохранился.

## Сюжет
Ревность заставляет мучиться двух любящих супругов.

## Критика
В постановке фирмы Харитонова создался совершенно определённый стиль картины, отмеченный одним общим мотивом любовной измены и душевных страданий. Исполнение картины лишь посредственно. Постановка в духе фирмы: роскошные павильоны, красивые видовые сцены.
— «Проектор», 1917, №17-18, стр. 13-14